# Фејет (Охајо)
Фејет (енгл. Fayette) град је у америчкој савезној држави Охајо.

## Демографија
По попису из 2010. године број становника је 1.283, што је 57 (-4,3%) становника мање него 2000. године.
| Група             | 2000.         | 2010.         |
| Белци             | 1.216 (90,7%) | 1.086 (84,6%) |
| Афроамериканци    | 2 (0,1%)      | 13 (1,0%)     |
| Азијати           | 0 (0,0%)      | 1 (0,1%)      |
| Хиспаноамериканци | 114 (8,5%)    | 184 (14,3%)   |
| Укупно            | 1.340         | 1.283         |